# Oskar Fischer
Oskar Fischer (født 19. marts 1923 i Aš, i Sudeterlandet i Tjekkoslovakiet, død 2. april 2020 i Berlin) var en tysk politiker, der var udenrigsminister i DDR fra 1975 til 1990.
Fischer fungerede som DDR's ambassadør i Bulgarien i fire år. Han var vice-udenrigsminister i DDR fra 1965 til 1975. Han blev udpeget som medlem af centralkomitéen i Sozialistische Einheitspartei Deutschlands (SED) i 1971 og blev den 3. marts 1975 udpeget som landets udenrigsminister. Fischer afløste som udenrigsminister Otto Winzer, der fratrådte grundet helbredsproblemer.
Oscar Fischer var det første regeringsmedlem fra DDR, der besøgte en pave, da han i 1978 aflagde visit hos Pave Johannes Paul 2. i Vatikanet. Fischer besøgte også en række andre europæiske stater, herunder Danmark, Holland og Østrig.
Oscar Fischer var i Danmark den 7. og 8. januar 1981 og igen den 6. oktober 1988, hvor han i Københavns lufthavn mødtes med daværende danske udenrigsminister Uffe Ellemann-Jensen i anledning af, at 18 østtyskere, der var mødt op på den danske ambassade i Berlin for at opnå udrejsetilladelse, efter dansk opfordring var blevet fjernet af østtysk politi.
Fischer var udenrigsminister indtil den 12. april 1990, hvor Hans Modrows socialistiske regering måtte gå af.
I begyndelsen af 2000'erne fungerede Fischer som en af den socialistiske politiker Gabriele Zimmers rådgivere.